# Hässelby gård (stacja metra)
Hässelby gård – powierzchniowa stacja sztokholmskiego metra, leży w Sztokholmie, w dzielnicy Västerort (Hässelby-Vällingby), w Hässelby gård. Na zielonej linii (T19), między Hässelby strand i Johannelund. Dziennie korzysta z niej około 5 100 osób.
Stacja znajduje się równolegle do Maltesholmsvägen, na wysokości Hässelby torg. Posiada jedno wyjście zlokalizowane przy Hässelby torg. Stację otworzono 1 listopada 1956, była to wówczas stacja końcowa linii T19, 15 października 1958 linię wydłużono do dzisiejszej stacji końcowej Hässelby strand. Posiada jeden peron.

## Czas przejazdu
| Linia | Stacja          | Czas przejazdu | Stacja                                       | Czas przejazdu                     |
| T19   | Hässelby strand | 3 min          | Åkeshov Alvik T-Centralen Gamla stan Slussen | 11 min 18 min 31 min 32 min 34 min |
| T19   | Hagsätra        | 53 min         | Åkeshov Alvik T-Centralen Gamla stan Slussen | 11 min 18 min 31 min 32 min 34 min |

## Otoczenie
W najbliższym otoczeniu stacji znajdują się:
- Hässelby gårds bollplan
- Hässelbygårds skolan
- Loviselundsskolan